# Glenn Murcutt
Glenn Murcutt (Londen, 25 juli 1936) is een Australische architect en winnaar van de Pritzker Prize in 2002. Hij is daarmee tot dusver de enige Australiër die deze prijs heeft gewonnen

## Werken (selectie)
- 1972-74 : Laurie Short House, Sydney
- 1974-75 : Marie Short House, Kempsey
- 1976-83 : Berowra Waters Inn, Berowra Waters
- 1977-78: Ockens House, Cromer
- 1977-80 : Nicholas House, Mount Irvine
- 1977-80 : Carruthers House, Mount Irvine
- 1982    : Kempsey Visitor Information Centre
- 1981-83 : Ball-Eastaway House, Glenorie, Sydney
- 1976-88 : Museum of Local History and Tourist Office, Kempsey
- 1981-82 : Fredericks House, Jamberoo
- 1982-84 : Magney House, Bingie Bingie
- 1986-90 : Magney House, Sydney
- 1988-91 : Done House, Sydney
- 1988-92 : Meagher House, Bowral
- 1992    : Raheen (Pratt Family Wing Addition), Kew
- 1989-94 : Simpson-Lee House, Mount Wilson
- 1991-94 : Marika-Alderton House, Yirrkala Community, Eastern Arnhem Land
- 1992    : Murcutt Guest Studio, Kempsey
- 1992-94 : Bowali Visitor Information Centre, Kakadu National Park, in samenwerking met Troppo Architects
- 1994-96 : Schnaxl House, Newport
- 1996-98 : Fletcher-Page House, Kangaroo Valley
- 1995-96 : Douglas and Ruth Murcutt House, Woodside
- 1996-99 : Arthur and Yvonne Boyd Art Centre, Riversdale, West Cambewarra, in samenwerking met Reg Lark en Wendy Lewin
- 1997-2001 : House at Kangaloon, Southern Highlands
- 2000-03 : Murcutt/Lewin House and Studio, Mosman
- 2001-05 : Walsh House, Kangaroo Valley
- 2002-03 : Lerida Estate Winery, Lake George
- 2006-07 : Moss Vale Education Centre (University of Wollongong), Moss Vale, in samenwerking met Wendy Lewin
- 2006-16 : Australian Islamic Centre, Newport (VIC)[1]
- 2019: MPavilion, Melbourne

## Galerij

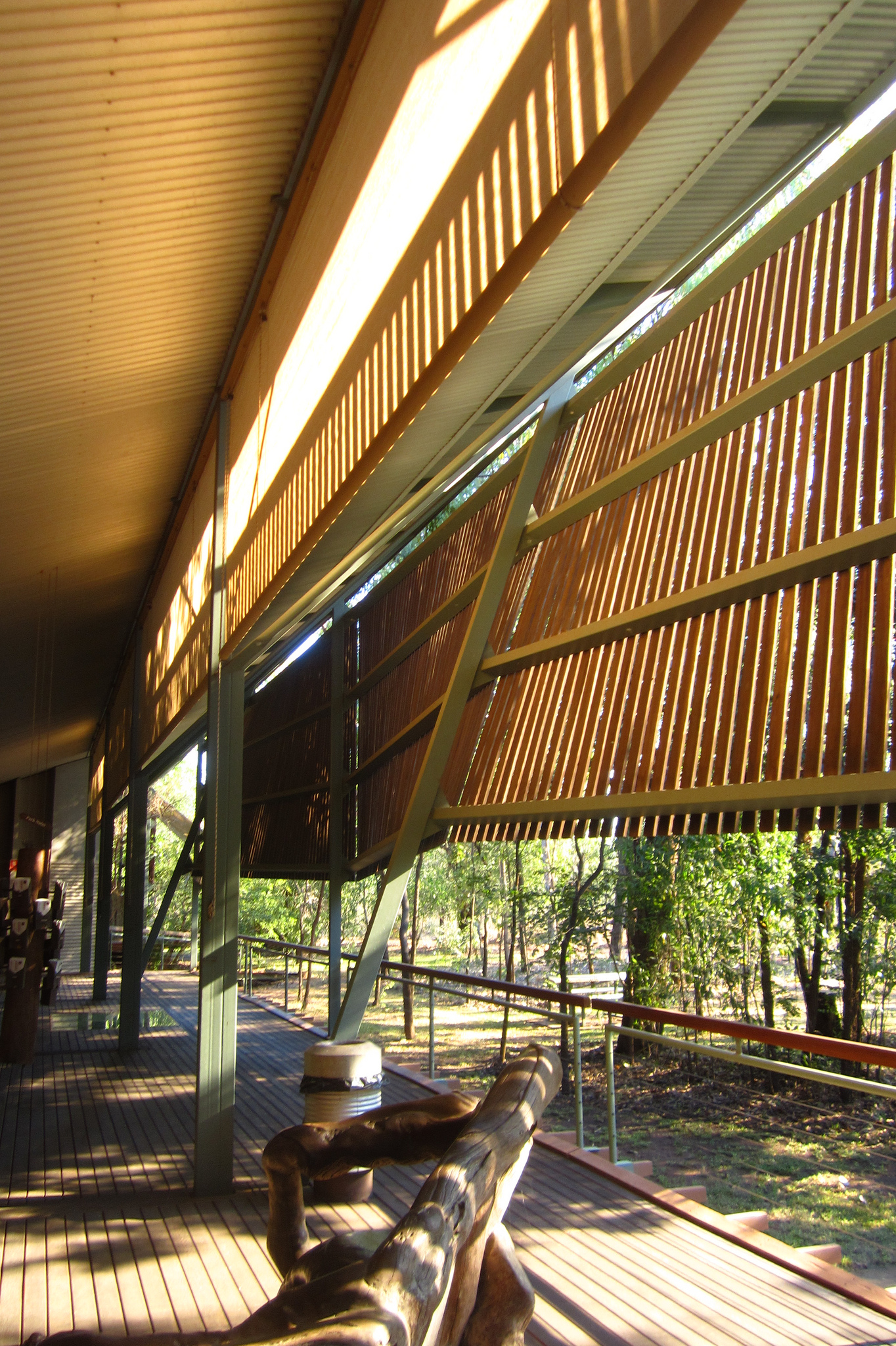
Bezoekerscentrum voor nationaal park Kakadu
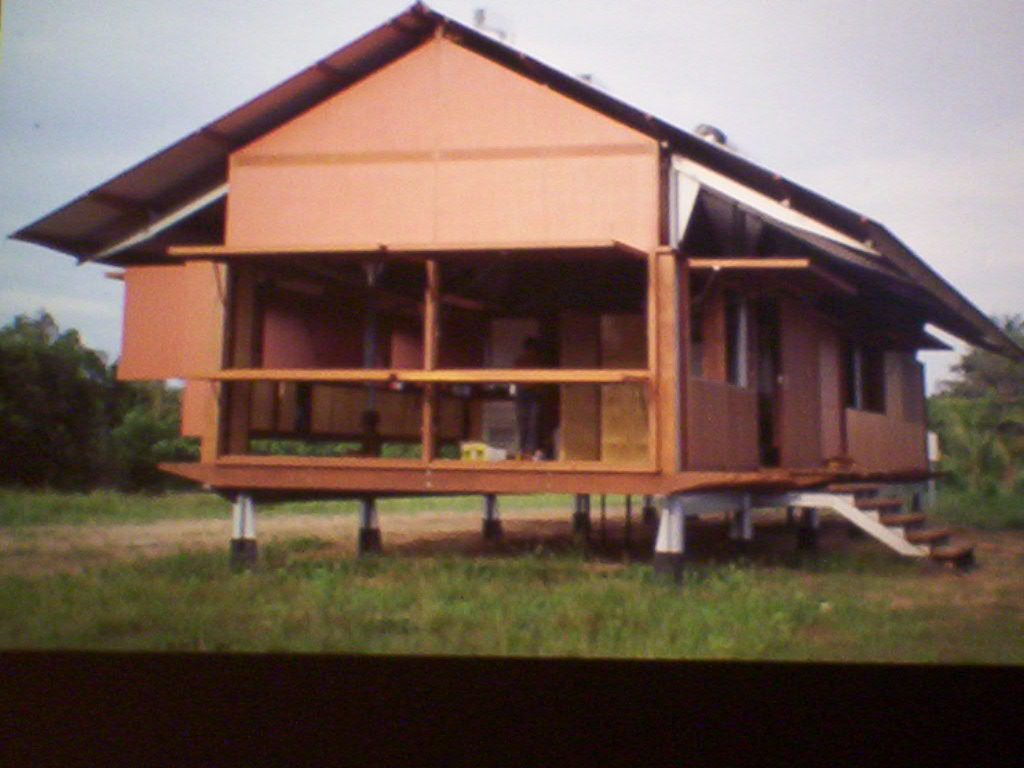
Marika-Alderton House

- Bibliothèque nationale de France: cb125541655 (data)
- Catàleg d'autoritats de noms i títols de Catalunya: 981058513283606706
- Dictionary of Australian Artists: glenn-murcutt
- Gemeinsame Normdatei: 119230305
- International Standard Name Identifier: 0000 0003 8311 3248
- Library of Congress Control Number: n85147905
- Bibliotheek van het Japanse parlement: 01147728
- Nationale Bibliotheek van Tsjechië: xx0145530
- Nationale Bibliotheek van Israël: 987007431215205171
- Nederlandse Thesaurus van Auteursnamen: 353958409
- RKD-Nederlands Instituut voor Kunstgeschiedenis: 242692
- SNAC: w62r5nmv
- Système universitaire de documentation: 034830596
- Union List of Artist Names: 500006624
- Virtual International Authority File: 268315376
- WorldCat: E39PBJjXjKVhTpBKwfBv8YR7pP

Philip Johnson (1979) · Luis Barragán (1980) · James Stirling (1981) · Kevin Roche (1982) · I.M. Pei (1983) · Richard Meier (1984) · Hans Hollein (1985) · Gottfried Böhm (1986) · Kenzo Tange (1987) · Gordon Bunshaft en Oscar Niemeyer (1988) · Frank Gehry (1989) · Aldo Rossi (1990) · Robert Venturi (1991) · Álvaro Siza (1992) · Fumihiko Maki (1993) · Christian de Portzamparc (1994) · Tadao Ando (1995) · Rafael Moneo (1996) · Sverre Fehn (1997) · Renzo Piano (1998) · Norman Foster (1999) · Rem Koolhaas (2000) · Herzog & de Meuron (2001) · Glenn Murcutt (2002) · Jørn Utzon (2003) · Zaha Hadid (2004) · Thom Mayne (2005) · Paulo Mendes da Rocha (2006) · Richard Rogers (2007) · Jean Nouvel (2008) · Peter Zumthor (2009) · Kazuyo Sejima en Ryue Nishizawa (SANAA) (2010) · Eduardo Souto de Moura (2011) · Wang Shu (2012) · Toyo Ito (2013) · Shigeru Ban (2014) · Frei Otto (2015) · Alejandro Aravena (2016) · Rafael Aranda, Carme Pigem en Ramon Vilalta (RCR Arquitectes) (2017) · Balkrishna Doshi (2018) · Arata Isozaki (2019) · Grafton Architects (2020) · Anne Lacaton en Jean-Philippe Vassal (2021) · Francis Kéré (2022) · David Chipperfield (2023)